# Paralobophora
Paralobophora is een geslacht van vlinders van de familie spanners (Geometridae), uit de onderfamilie Larentiinae.

## Soorten
- P. auricilla Inoue, 1955
- P. ustata Christoph, 1891